# SK테크엑스
SK테크엑스(SK techx)는 2016년 3월 SK플래닛으로부터 분할, 출범한 ICT 전문기업으로, 2018년 9월 SK플래닛에 흡수합병되었다.